# Fior di male
Fior di male è un film del 1915 diretto da Carmine Gallone.
Si tratta di un dramma firmato da Nino Oxilia e interpretato da Lyda Borelli.
La prima è avvenuta a Roma il 10 aprile 1915.

## Trama
Lyda ha avuto un'infanzia e un'adolescenza difficile, nelle mani di una megera che l'ha sfruttata mandandola sul marciapiede. Rimasta incinta, abbandona il figlio e fugge alla polizia che la sta per arrestare. Raccolta da un vecchio conte, trova un lavoro onesto e conquista la fiducia dei suoi datori di lavoro. Il conte sul punto di morte, la adotta e, alla sua morte, Lyda va a vivere nella casa che ormai è sua insieme a Cecyl, un'orfana che lei ama come una sorella. Le due ragazze si innamorano entrambe di un giovane che hanno salvato da un incidente ma Lyda si tira indietro, lasciando che Cecyl e il giovane si sposino. Una notte, nella casa, penetra un ladro: da una cicatrice, Lyda capisce che il ragazzo è il figlio che lei ha abbandonato. Quando sopraggiungono i due coniugi, Lyda difende il ladro e i due sono portati ad immaginare che si tratti di un amante occasionale della donna, tanto da spingere il marito a chiedere a Lyda di abbandonare la casa. Questa si mette a vagare alla ricerca del figlio e, quando lo trova, costui la accoltella, pensando che si tratti di una spia della polizia. Morendo, Lyda invoca il nome del figlio che, arrestato dalla polizia, passa davanti a lei ignaro di chi sia quella donna.